# 保蒙特峰

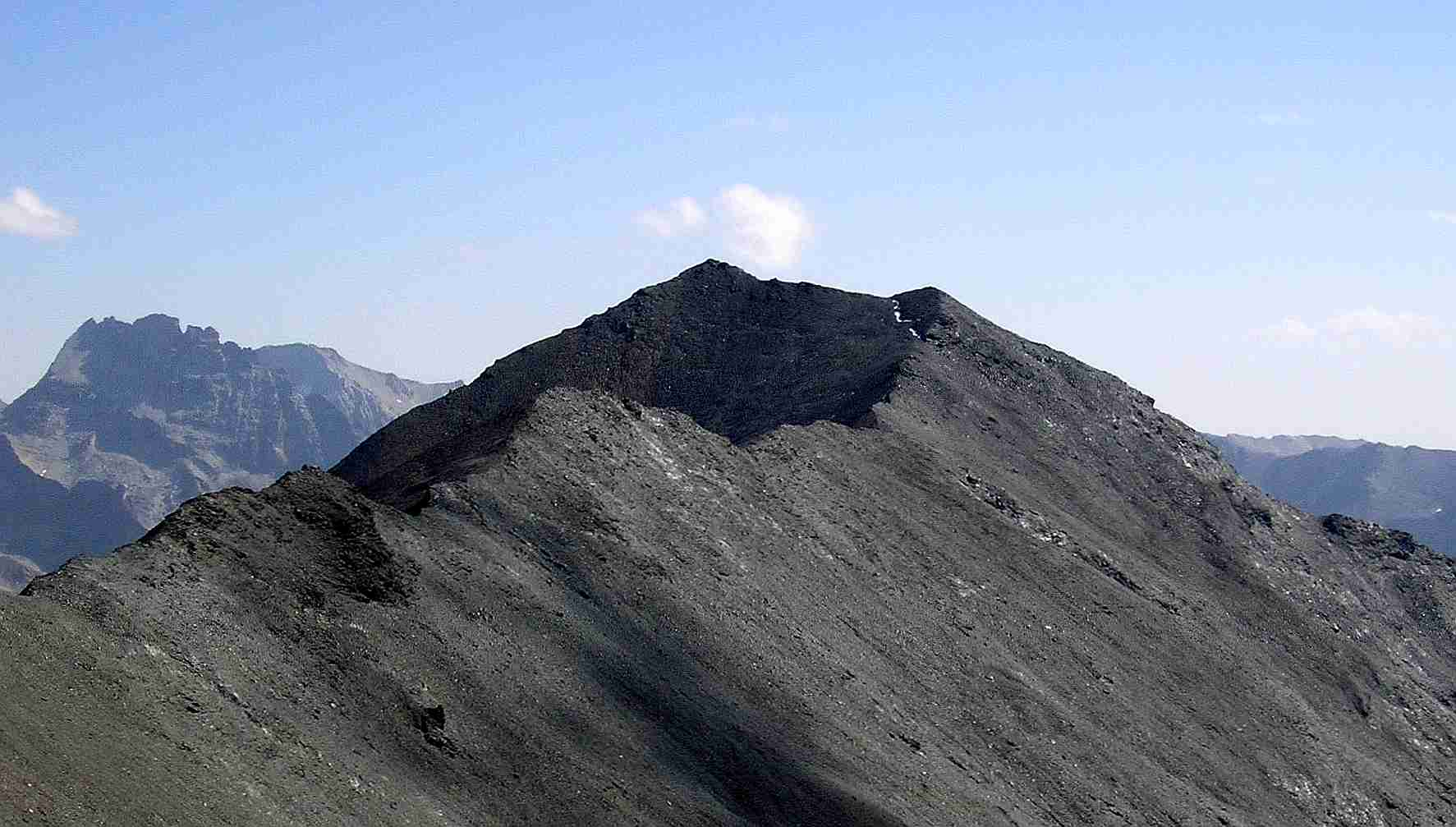

45°08′21″N 06°43′41″E / 45.13917°N 6.72806°E
保蒙特峰（法語：Pointe de Paumont），是中歐的山峰，位於法國和意大利接壤的邊境，屬於科蒂安阿爾卑斯山脈的一部分，由羅納-阿爾卑斯和皮埃蒙特大區負責管轄，海拔高度3,171米。